# Luigi Allemandi
Luigi Allemandi (San Damiano Macra, 8 novembre 1903 – Pietra Ligure, 25 settembre 1978) è stato un dirigente sportivo, allenatore di calcio e calciatore italiano, di ruolo difensore. Si laureò campione del mondo con la Nazionale italiana nel 1934.

## Carriera

### Giocatore

#### Club

Allemandi in azione nel 1933 all'Ambrosiana-Inter

Nato in provincia di Cuneo, si trasferì in giovane età a Legnano con la famiglia. Cominciò la carriera calcistica nei Giovani Calciatori Legnanesi: con il club lombardo partecipò al campionato di Promozione 1919-1920 e a quello di Prima Categoria 1920-1921 (eliminatorie Lombardia). Poi passò al Legnano, allora club di Prima Divisione, disputando il campionato C.C.I. del 1921-22. Con la squadra lombarda, che arrivò in più occasioni a sfiorare le finali della Lega Nord, riuscì a mettersi in luce a tal punto da essere acquistato dalla Juventus nel 1925.
In maglia bianconera, eccellendo in coppia difensiva con Virginio Rosetta e assieme al portiere Gianpiero Combi, stabilì nella vittoriosa stagione 1925-26 il record d'imbattibilità del calcio italiano (934'), poi superato novant'anni più tardi da un'altra retroguardia juventina, quella Gianluigi Buffon - Andrea Barzagli - Leonardo Bonucci - Giorgio Chiellini (974'), e fu convocato per la prima volta in nazionale. Durante il girone finale del campionato successivo venne coinvolto in un episodio di corruzione ai danni della propria squadra in un derby contro i rivali del Torino, per cui fu inizialmente squalificato a vita salvo poi essere amnistiato già nel 1928, pur avendo professato sempre la propria estraneità ai fatti.
Precedentemente allo scandalo in cui venne implicato, era stato ingaggiato dall'Ambrosiana, la squadra per cui faceva il tifo; in maglia nerazzurra vinse lo scudetto del 1929-30 e fu ceduto alla Roma nel 1935. Nello stesso periodo fu richiamato in nazionale a sostituire Umberto Caligaris; militando negli Azzurri conquistò la Coppa del Mondo.
Giocò due anni in giallorosso e un altro anno in nazionale, nella quale raggiunse le 24 presenze, alcune delle quali anche da capitano, venendo poi sostituito dal giovane juventino emergente Pietro Rava. Nel 1937 passò per un anno al Venezia in Serie B per concludere la carriera da calciatore in massima serie, in qualità di rincalzo, nella Lazio, disputandovi due soli incontri.

#### Nazionale
Debuttò in Nazionale A il 4 novembre 1925, nella gara amichevole contro la Jugoslavia. Il 3 marzo 1929 scese in campo contro la Cecoslovacchia in una gara valida per la Coppa Internazionale, contribuendo in tal modo alla vittoria italiana del trofeo.

Allemandi in Nazionale

Titolare con i gradi di capitano contro la Grecia nella gara valida per le qualificazioni al campionato mondiale di calcio 1934, fu convocato per partecipare alla manifestazione. Giocò titolare tutte e cinque gli incontri giocati dall'Italia, inclusa la finale contro la Cecoslovacchia che diede agli azzurri il primo titolo mondiale.
Dall'ottobre del 1935 divenne capitano della nazionale, contribuendo alla vittoria della Coppa Internazionale 1933-1935. L'ultimo incontro in maglia azzurra fu l'amichevole contro la Cecoslovacchia disputata a Genova il 13 dicembre 1936: totalizzò così 24 gare in nazionale (9 delle quali con i gradi di capitano), senza mettere a segno reti.
Giocò inoltre due partite con la Nazionale B, debuttandovi il 3 dicembre 1933.

### Allenatore e dirigente
Nella stagione 1938-39, dopo le due presenze da calciatore, intraprese, in coppia con il direttore tecnico argentino Alfredo Di Franco, l'esperienza di allenatore dei biancocelesti guidando la Lazio per 12 incontri, di cui 11 in campionato e uno in Coppa Italia.
Fu direttore tecnico dell'Alessandria nella stagione 1955-56, in occasione della partita Livorno-Alessandria (2-1).

## Statistiche

### Giocatore

#### Presenze e reti nei club
| Stagione        | Squadra          | Campionato      | Campionato | Campionato | Coppe nazionali | Coppe nazionali | Coppe nazionali | Totale | Totale |
| Stagione        | Squadra          | Comp            | Pres       | Reti       | Comp            | Pres            | Reti            | Pres   | Reti   |
| --------------- | ---------------- | --------------- | ---------- | ---------- | --------------- | --------------- | --------------- | ------ | ------ |
| 1921-1922       | Legnano          | 1D              | 21         | 13         | -               | -               | -               | 21+    | 13+    |
| 1922-1923       | Legnano          | 1D              | 22         | 4          | -               | -               | -               | 22     | 4      |
| 1923-1924       | Legnano          | 1D              | 21         | 4          | -               | -               | -               | 21     | 4      |
| 1924-1925       | Legnano          | 1D              | 21         | 1          | -               | -               | -               | 21     | 1      |
| Totale Legnano  | Totale Legnano   | Totale Legnano  | 85         | 22         | -               | -               | -               | 85     | 22     |
| 1925-1926       | Juventus         | 1D              | 17         | 0          |                 | -               | -               | 17     | 0      |
| 1926-1927       | Juventus         | 1D              | 20         | 0          | CI              | ?               | ?               | 20+    | 0+     |
| Totale Juventus | Totale Juventus  | Totale Juventus | 27         | 0          |                 | ?               | ?               | 27+    | 0+     |
| 1927-1928       | Ambrosiana-Inter | 1D              | 10         | 0          | -               | -               | -               | 10+    | 0+     |
| 1928-1929       | Ambrosiana-Inter | 1D              | 27         | 0          | -               | -               | -               | 27     | 0      |
| 1929-1930       | Ambrosiana-Inter | A               | 29         | 0          | -               | -               | -               | 29     | 0      |
| 1930-1931       | Ambrosiana-Inter | A               | 28         | 0          | -               | -               | -               | 28     | 0      |
| 1931-1932       | Ambrosiana-Inter | A               | 26         | 0          | -               | -               | -               | 26     | 0      |
| 1932-1933       | Ambrosiana-Inter | A               | 33         | 0          | -               | -               | -               | 33     | 0      |
| 1933-1934       | Ambrosiana-Inter | A               | 30         | 0          | -               | -               | -               | 30     | 0      |
| 1934-1935       | Ambrosiana-Inter | A               | 10         | 0          | -               | -               | -               | 10     | 0      |
| Totale Inter    | Totale Inter     | Totale Inter    | 193        | 0          |                 | -               | -               | 193    | 0      |
| 1935-1936       | Roma             | A               | 27         | 0          | CI              | 2               | 0               | 29     | 0      |
| 1936-1937       | Roma             | A               | 23         | 1          | CI              | ?               | ?               | 23+    | 1+     |
| Totale Roma     | Totale Roma      | Totale Roma     | 50         | 1          |                 | 2+              | 0+              | 52+    | 1+     |
| 1937-1938       | Venezia          | B               | 23         | 0          | CI              | ?               | ?               | 23+    | 0+     |
| 1938-1939       | Lazio            | A               | 2          | 0          | CI              | ?               | ?               | 2+     | 0+     |
| Totale Carriera | Totale Carriera  | Totale Carriera | 380        | 23         |                 | 2+              | 0+              | 382+   | 23+    |

#### Cronologia presenze e reti in nazionale
| Cronologia completa delle presenze e delle reti in nazionale ― Italia | Cronologia completa delle presenze e delle reti in nazionale ― Italia | Cronologia completa delle presenze e delle reti in nazionale ― Italia | Cronologia completa delle presenze e delle reti in nazionale ― Italia | Cronologia completa delle presenze e delle reti in nazionale ― Italia | Cronologia completa delle presenze e delle reti in nazionale ― Italia | Cronologia completa delle presenze e delle reti in nazionale ― Italia | Cronologia completa delle presenze e delle reti in nazionale ― Italia |
| Data                                                                  | Città                                                                 | In casa                                                               | Risultato                                                             | Ospiti                                                                | Competizione                                                          | Reti                                                                  | Note                                                                  |
| --------------------------------------------------------------------- | --------------------------------------------------------------------- | --------------------------------------------------------------------- | --------------------------------------------------------------------- | --------------------------------------------------------------------- | --------------------------------------------------------------------- | --------------------------------------------------------------------- | --------------------------------------------------------------------- |
| 04/11/1925                                                            | Padova                                                                | Italia                                                                | 2 – 1                                                                 | Jugoslavia                                                            | Amichevole                                                            | -                                                                     |                                                                       |
| 08/11/1925                                                            | Budapest                                                              | Ungheria                                                              | 1 – 1                                                                 | Italia                                                                | Amichevole                                                            | -                                                                     |                                                                       |
| 17/04/1927                                                            | Torino                                                                | Italia                                                                | 3 – 1                                                                 | Portogallo                                                            | Amichevole                                                            | -                                                                     |                                                                       |
| 03/03/1929                                                            | Bologna                                                               | Italia                                                                | 4 – 2                                                                 | Cecoslovacchia                                                        | Coppa Internazionale                                                  | -                                                                     |                                                                       |
| 28/04/1929                                                            | Torino                                                                | Italia                                                                | 1 – 2                                                                 | Germania                                                              | Amichevole                                                            | -                                                                     |                                                                       |
| 20/03/1932                                                            | Vienna                                                                | Austria                                                               | 2 – 1                                                                 | Italia                                                                | Coppa Internazionale                                                  | -                                                                     |                                                                       |
| 10/04/1932                                                            | Parigi                                                                | Francia                                                               | 1 – 2                                                                 | Italia                                                                | Amichevole                                                            | -                                                                     |                                                                       |
| 08/05/1932                                                            | Budapest                                                              | Ungheria                                                              | 1 – 1                                                                 | Italia                                                                | Coppa Internazionale                                                  | -                                                                     |                                                                       |
| 25/03/1934                                                            | Milano                                                                | Italia                                                                | 4 – 0                                                                 | Grecia                                                                | Qual. Mondiali 1934                                                   | -                                                                     | Cap.                                                                  |
| 27/05/1934                                                            | Roma                                                                  | Italia                                                                | 7 – 1                                                                 | Stati Uniti                                                           | Mondiali 1934 - Ottavi di finale                                      | -                                                                     |                                                                       |
| 31/05/1934                                                            | Firenze                                                               | Italia                                                                | 1 – 1 dts                                                             | Spagna                                                                | Mondiali 1934 - Quarti di finale                                      | -                                                                     |                                                                       |
| 01/06/1934                                                            | Firenze                                                               | Italia                                                                | 1 – 0                                                                 | Spagna                                                                | Mondiali 1934 - Quarti di finale (ripetizione)                        | -                                                                     |                                                                       |
| 03/06/1934                                                            | Milano                                                                | Italia                                                                | 1 – 0                                                                 | Austria                                                               | Mondiali 1934 - Semifinale                                            | -                                                                     |                                                                       |
| 10/06/1934                                                            | Roma                                                                  | Italia                                                                | 2 – 1 dts                                                             | Cecoslovacchia                                                        | Mondiali 1934 - Finale                                                | -                                                                     | 1º titolo mondiale                                                    |
| 14/11/1934                                                            | Londra                                                                | Inghilterra                                                           | 3 – 2                                                                 | Italia                                                                | Amichevole                                                            | -                                                                     |                                                                       |
| 09/12/1934                                                            | Milano                                                                | Italia                                                                | 4 – 2                                                                 | Ungheria                                                              | Amichevole                                                            | -                                                                     |                                                                       |
| 27/10/1935                                                            | Praga                                                                 | Cecoslovacchia                                                        | 2 – 1                                                                 | Italia                                                                | Coppa Internazionale                                                  | -                                                                     | Cap.                                                                  |
| 24/11/1935                                                            | Milano                                                                | Italia                                                                | 2 – 2                                                                 | Ungheria                                                              | Coppa Internazionale                                                  | -                                                                     | Cap.                                                                  |
| 05/04/1936                                                            | Zurigo                                                                | Svizzera                                                              | 1 – 2                                                                 | Italia                                                                | Amichevole                                                            | -                                                                     | Cap.                                                                  |
| 17/05/1936                                                            | Roma                                                                  | Italia                                                                | 2 – 2                                                                 | Austria                                                               | Amichevole                                                            | -                                                                     | Cap.                                                                  |
| 31/05/1936                                                            | Budapest                                                              | Ungheria                                                              | 1 – 2                                                                 | Italia                                                                | Amichevole                                                            | -                                                                     | Cap.                                                                  |
| 25/10/1936                                                            | Milano                                                                | Italia                                                                | 4 – 2                                                                 | Svizzera                                                              | Coppa Internazionale                                                  | -                                                                     | Cap.                                                                  |
| 15/11/1936                                                            | Berlino                                                               | Germania                                                              | 2 – 2                                                                 | Italia                                                                | Amichevole                                                            | -                                                                     | Cap.                                                                  |
| 13/12/1936                                                            | Genova                                                                | Italia                                                                | 2 – 0                                                                 | Cecoslovacchia                                                        | Amichevole                                                            | -                                                                     | Cap.                                                                  |
| Totale                                                                |                                                                       | Presenze                                                              | 24                                                                    |                                                                       | Reti                                                                  | 0                                                                     |                                                                       |

| Cronologia completa delle presenze e delle reti in nazionale ― Italia B | Cronologia completa delle presenze e delle reti in nazionale ― Italia B | Cronologia completa delle presenze e delle reti in nazionale ― Italia B | Cronologia completa delle presenze e delle reti in nazionale ― Italia B | Cronologia completa delle presenze e delle reti in nazionale ― Italia B | Cronologia completa delle presenze e delle reti in nazionale ― Italia B | Cronologia completa delle presenze e delle reti in nazionale ― Italia B | Cronologia completa delle presenze e delle reti in nazionale ― Italia B |
| Data                                                                    | Città                                                                   | In casa                                                                 | Risultato                                                               | Ospiti                                                                  | Competizione                                                            | Reti                                                                    | Note                                                                    |
| ----------------------------------------------------------------------- | ----------------------------------------------------------------------- | ----------------------------------------------------------------------- | ----------------------------------------------------------------------- | ----------------------------------------------------------------------- | ----------------------------------------------------------------------- | ----------------------------------------------------------------------- | ----------------------------------------------------------------------- |
| 03/12/1933                                                              | Lugano                                                                  | Svizzera B                                                              | 0 – 7                                                                   | Italia B                                                                | Amichevole                                                              | -                                                                       |                                                                         |
| 11/02/1934                                                              | Trieste                                                                 | Italia B                                                                | 2 – 0                                                                   | Austria B                                                               | Amichevole                                                              | -                                                                       |                                                                         |
| Totale                                                                  |                                                                         | Presenze                                                                | 2                                                                       |                                                                         | Reti                                                                    | 0                                                                       |                                                                         |

### Allenatore

#### Cronologia delle presenze sulla panchina della Lazio
Ecco la cronologia completa delle presenze sulla panchina della S. S. Lazio:
| Data       | In casa    | Risultato | Ospiti       | Competizione         | Note   |
| 26/02/1939 | Lazio      | 1 – 2     | Bologna      | Serie A 1938-39      | [ 16 ] |
| 05/03/1939 | Torino     | 3 – 1     | Lazio        | Serie A 1938-39      | [ 16 ] |
| 12/03/1939 | Novara     | 2 – 0     | Lazio        | Serie A 1938-39      | [ 16 ] |
| 19/03/1939 | Lazio      | 2 – 2     | Milan        | Serie A 1938-39      | [ 16 ] |
| 02/04/1939 | Liguria    | 0 – 1     | Lazio        | Serie A 1938-39      | [ 16 ] |
| 06/04/1939 | Milan      | 2 – 1     | Lazio        | Coppa Italia 1938-39 | [ 16 ] |
| 09/04/1939 | Lazio      | 1 – 1     | Juventus     | Serie A 1938-39      | [ 16 ] |
| 16/04/1939 | Triestina  | 2 – 0     | Lazio        | Serie A 1938-39      | [ 16 ] |
| 21/04/1939 | Lazio      | 5 – 0     | Lucchese     | Serie A 1938-39      | [ 16 ] |
| 30/04/1939 | Modena     | 4 – 0     | Lazio        | Serie A 1938-39      | [ 16 ] |
| 21/05/1939 | Lazio      | 1 – 3     | Roma         | Serie A 1938-39      | [ 16 ] |
| 28/05/1939 | Napoli     | 0 – 0     | Lazio        | Serie A 1938-39      | [ 16 ] |
| Totale     | Campionato | 11        | Coppa Italia | 1                    |        |

## Palmarès

### Giocatore

#### Club
- Campionato italiano: 2

Juventus: 1925-1926
Ambrosiana-Inter: 1929-1930

#### Nazionale
- Campionato mondiale: 1

Italia 1934
- Coppa Internazionale: 2

1927-1930, 1933-1935